# Амбазон
Амбазонът е антисептично и дезинфекциращо средство.

## Описание
Намира приложение при лечението на тонзилит, стоматит, фарингит, гингивит и други. Има бактериостатичен ефект, не засяга чревната микрофлора.